# Cythere alveolivalva
Cythere alveolivalva är en kräftdjursart som beskrevs av V. Z. Smith 1952. Cythere alveolivalva ingår i släktet Cythere och familjen Cytheridae. Inga underarter finns listade i Catalogue of Life.